# Wahlkreis Bingen am Rhein
Der Wahlkreis Bingen am Rhein (Wahlkreis 30) ist ein Landtagswahlkreis in Rheinland-Pfalz. Er umfasst neben der Stadt Bingen am Rhein noch die Verbandsgemeinden Gau-Algesheim, Rhein-Nahe und Sprendlingen-Gensingen und befindet sich somit komplett im Landkreis Mainz-Bingen.

## Wahl 2021
Bei der Landtagswahl am 14. März 2021 entfielen im Wahlkreis auf die einzelnen Wahlvorschläge:
| Direktkandidaten    | Partei           | Wahlkreisstimmen in % | Landesstimmen in % |
| ------------------- | ---------------- | --------------------- | ------------------ |
| Michael Hüttner     | SPD              | 36,1                  | 38,5               |
| Stefan Bastiné      | CDU              | 28,7                  | 26,1               |
| Norbert Schwarz     | AfD              | 7,1                   | 6,9                |
| Paul Mounts         | FDP              | 6,5                   | 5,8                |
| Katharina Lindner   | Grüne            | 14,0                  | 10,1               |
| Rene-Peter Paschold | Die Linke        | 3,1                   | 2,4                |
| –                   | Freie Wähler     | –                     | 3,2                |
| –                   | Piraten          | –                     | 0,6                |
| Annette Rößler      | ÖDP              | 2,3                   | 1,0                |
| Benjamin Kraff      | Klimaliste       | 2,2                   | 1,3                |
| –                   | Die PARTEI       | –                     | 1,1                |
| –                   | Tierschutzpartei | –                     | 1,7                |
| –                   | Volt             | –                     | 1,4                |

- Michael Hüttner (SPD) verteidigte sein Direktmandat.

## Wahl 2016
Die Ergebnisse der Wahl zum 17. Landtag Rheinland-Pfalz vom 13. März 2016:
| Direktkandidaten                  | Partei       | Wahlkreisstimmen | Landesstimmen |
| --------------------------------- | ------------ | ---------------- | ------------- |
| Michael Hüttner                   | SPD          | 41,8 %           | 39,1 %        |
| Elisabeth Gräff                   | CDU          | 34,7 %           | 31,8 %        |
| Joachim Cohausz                   | GRÜNE        | 7,8 %            | 5,5 %         |
| Jens Ohlrogge                     | FDP          | 8,2 %            | 6,4 %         |
| Ingo Schmitt                      | DIE LINKE    | 4,5 %            | 2,4 %         |
| –                                 | Freie Wähler | –                | 1,4 %         |
| –                                 | PIRATEN      | –                | 0,7 %         |
| Annette Rößler                    | ÖDP          | 3,0 %            | 0,7 %         |
| –                                 | AFD          | –                | 11,0 %        |
| –                                 | Sonstige     | –                | 1,0 %         |
| Wahlberechtigte: 54.680 Einwohner |              |                  |               |
| Wahlbeteiligung: 75,0 %           |              |                  |               |

- Direkt gewählt wurde Michael Hüttner (SPD).

## Wahl 2011
Die Ergebnisse der Wahl zum 16. Landtag Rheinland-Pfalz vom 27. März 2011:
| Direktkandidaten                  | Partei       | Wahlkreisstimmen | Landesstimmen |
| --------------------------------- | ------------ | ---------------- | ------------- |
| Michael Hüttner                   | SPD          | 41,2 %           | 36,8 %        |
| Stefan Pohl                       | CDU          | 35,1 %           | 34,7 %        |
| Michael Hanne                     | FDP          | 5,8 %            | 4,5 %         |
| Georg Leufen-Verkoyen             | GRÜNE        | 17,9 %           | 16,6 %        |
| –                                 | DIE LINKE    | –                | 2,3 %         |
| –                                 | Freie Wähler | –                | 1,2 %         |
| –                                 | PIRATEN      | –                | 1,7 %         |
| –                                 | Sonstige     | –                | 2,2 %         |
| Wahlberechtigte: 54.417 Einwohner |              |                  |               |
| Wahlbeteiligung: 66,5 %           |              |                  |               |

- Direkt gewählt wurde Michael Hüttner (SPD).

## Wahl 2006
Die Ergebnisse der Wahl zum 15. Landtag Rheinland-Pfalz vom 26. März 2006:
| Direktkandidaten                  | Partei           | Wahlkreisstimmen | Landesstimmen |
| --------------------------------- | ---------------- | ---------------- | ------------- |
| Michael Hüttner                   | SPD              | 40,7 %           | 46,0 %        |
| Gerhard Hanke                     | CDU              | 40,3 %           | 32,0 %        |
| Ingo Steitz                       | FDP              | 8,5 %            | 9,6 %         |
| Georg Leufen-Verkoyen             | GRÜNE            | 5,6 %            | 4,9 %         |
| Marianne Eberhard-Rathert         | Tierschutzpartei | 1,9 %            | 1,0 %         |
| Bernd Carll                       | ödp              | 0,5 %            | 0,3 %         |
| Stephan Rothe                     | WASG             | 2,6 %            | 2,3 %         |
| –                                 | Sonstige         | –                | 4,0 %         |
| Wahlberechtigte: 53.231 Einwohner |                  |                  |               |
| Wahlbeteiligung: 62,8 %           |                  |                  |               |

- Direkt gewählt wurde Michael Hüttner (SPD).